# Sandigliano
Sandigliano is een gemeente in de Italiaanse provincie Biella (regio Piëmont) en telt 2834 inwoners (31-12-2004). De oppervlakte bedraagt 10,2 km², de bevolkingsdichtheid is 278 inwoners per km².

## Demografie
Sandigliano telt ongeveer 1153 huishoudens. Het aantal inwoners steeg in de periode 1991-2001 met 2,7% volgens cijfers uit de tienjaarlijkse volkstellingen van ISTAT.
| Jaar | Inwoneraantal |
| ---- | ------------- |
| 1991 | 2662          |
| 2001 | 2733          |

## Geografie
Sandigliano grenst aan de volgende gemeenten: Borriana, Cerrione, Gaglianico, Ponderano, Verrone.
Ailoche · Andorno Micca · Benna · Biella · Bioglio · Borriana · Brusnengo · Callabiana · Camandona · Camburzano · Campiglia Cervo · Candelo · Caprile · Casapinta · Castelletto Cervo · Cavaglià · Cerreto Castello · Cerrione · Coggiola · Cossato · Crevacuore · Crosa · Curino · Donato · Dorzano · Gaglianico · Gifflenga · Graglia · Lessona · Magnano · Massazza · Masserano · Mezzana Mortigliengo · Miagliano · Mongrando · Mosso · Mottalciata · Muzzano · Netro · Occhieppo Inferiore · Occhieppo Superiore · Pettinengo · Piatto · Piedicavallo · Pollone · Ponderano · Portula · Pralungo · Pray · Quaregna · Ronco Biellese · Roppolo · Rosazza · Sagliano Micca · Sala Biellese · Salussola · Sandigliano · Selve Marcone · Soprana · Sordevolo · Sostegno · Strona · Tavigliano · Ternengo · Tollegno · Torrazzo · Trivero · Valdengo · Vallanzengo · Valle Mosso · Valle San Nicolao · Veglio · Verrone · Vigliano Biellese · Villa del Bosco · Villanova Biellese · Viverone · Zimone · Zubiena · Zumaglia
1. ↑  https://demo.istat.it/?l=it.